# 사레주

사레주의 위치

사레주(에스토니아어: Saare maakond)는 에스토니아 서부에 위치한 주로 주도는 쿠레사레이며 면적은 2,922km2, 인구는 34,723명(2009년 기준), 인구 밀도는 12명/km2, ISO 3166-2 코드는 EE-74이다. 사레마섬과 인근에 있는 섬들을 관할하며 동쪽으로는 래네주, 북쪽으로는 히우주와 접한다.

주기
주 문장

## 하위 행정 구역

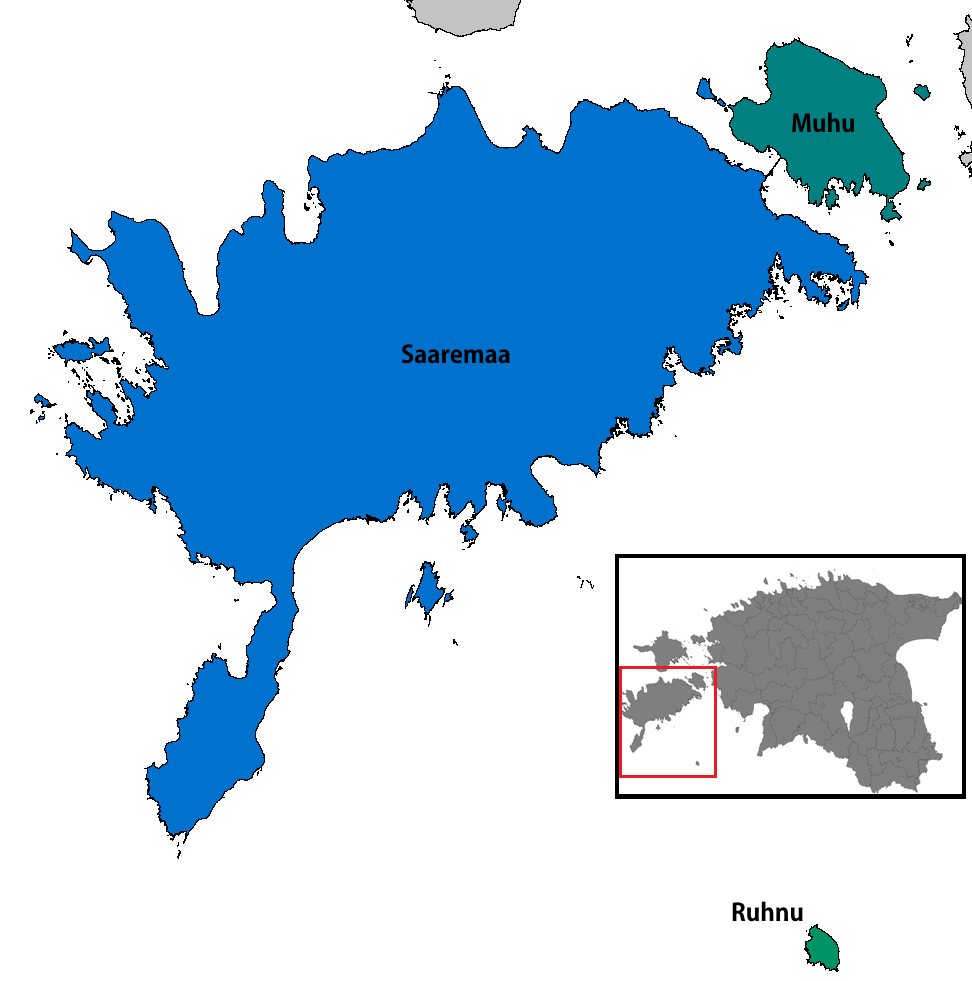
사레주의 하위 행정 구역

사레주는 3개 지방 자치체를 관할하는데 3개 군으로 나뉜다.
- 무후군
- 루흐누군
- 사레마군